# 乐安镇 (三台县)
乐安镇，是中华人民共和国四川省绵阳市三台县下辖的一个乡镇级行政单位。2019年12月，撤销进都乡，将其所属行政区域划归乐安镇管辖，乐安镇人民政府驻富乐街22号。

## 行政区划
乐安镇下辖以下地区：
社区、五凤村、阳光村、农兴村、翻水村、双桥村、金铃村、张胡村、水井村、双埝村、福利村、梨园村、金家沟村、前进村、断山村、何家桥村、工农村、大坪村、光华村、卿家沟村、天马石村、万顺村、双狮村、陈家庄村、荷叶村、双庙村、绿化村和三垭村。